# Crivillén
Crivillén ist eine Gemeinde in der Provinz Teruel in der Autonomen Region Aragón in Spanien. Sie liegt in der Comarca Andorra-Sierra de Arcos und hatte 2024 91 Einwohner. Neben dem Hauptort Crivillén gehört die Ortschaft Los Mases de Crivillén zur Gemeinde.

## Lage
Crivillén liegt etwa 75 Kilometer (Luftlinie) in nordnordöstlicher Richtung von der Provinzhauptstadt Teruel und etwa 80 Kilometer (Luftlinie) südsüdöstlich von Saragossa in einer Höhe von ca. 775 m.

## Bevölkerungsentwicklung
| Jahr      | 1970 | 1981 | 1991 | 2001 | 2011 | 2021 |
| Einwohner | 334  | 161  | 157  | 122  | 89   | 87   |

Die Mechanisierung der Landwirtschaft sowie die Aufgabe bäuerlicher Kleinbetriebe und der daraus resultierende Verlust an Arbeitsplätzen haben seit der Mitte des 20. Jahrhunderts zu einer Landflucht geführt.

## Sehenswürdigkeiten

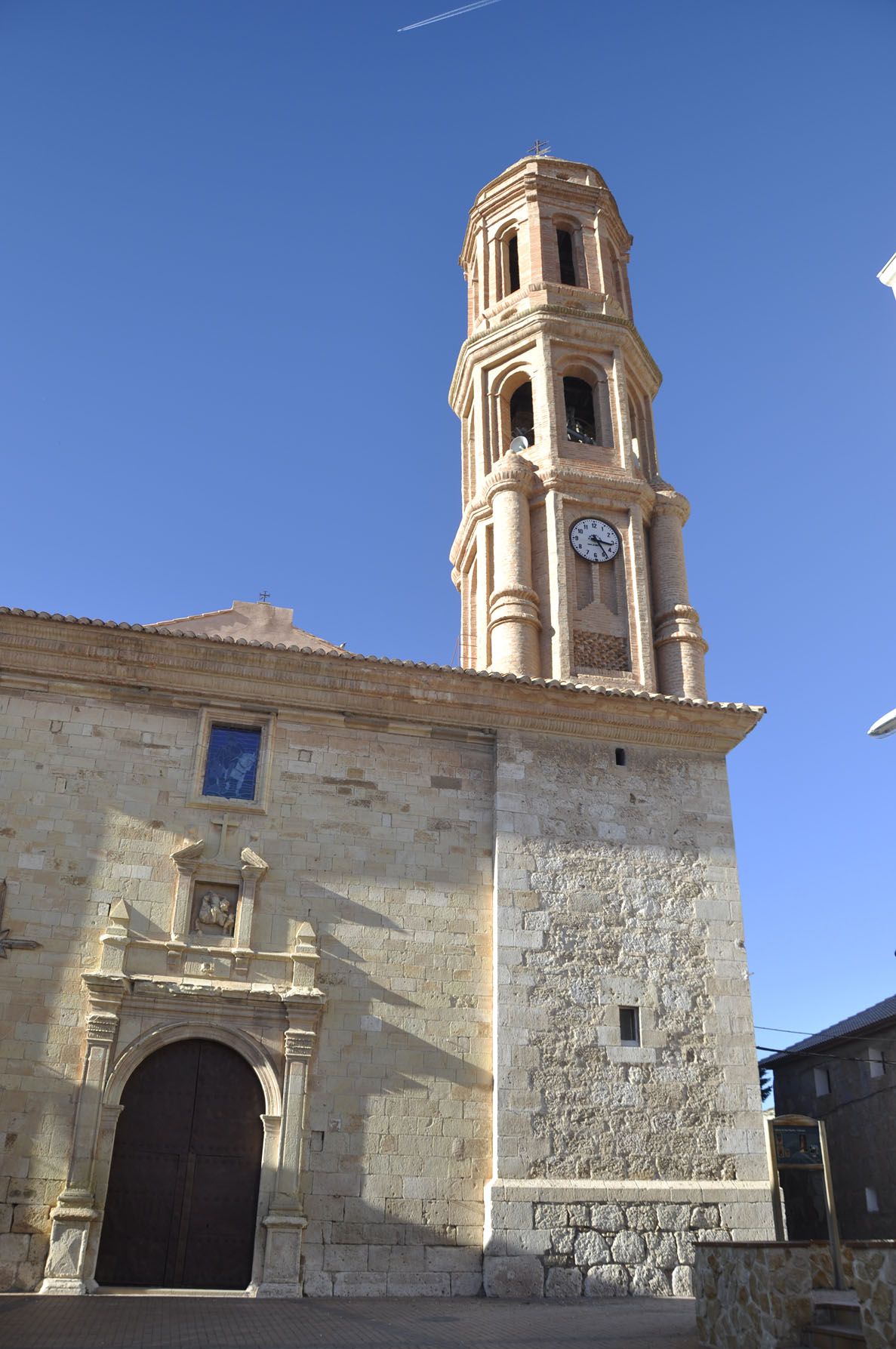
Martinskirche
- Ägidienkapelle
- Barbarakapelle

- Martinskirche

## Persönlichkeiten
- Pablo Serrano (1908–1985), Bildhauer